# Reicheltia halsteadi
Reicheltia halsteadi és una espècie de peix de la família dels tetraodòntids i de l'ordre dels tetraodontiformes.

## Morfologia
- Els mascles poden assolir 16 cm de longitud total.[1][2]

## Hàbitat
És un peix marí, de clima subtropical i demersal.

## Distribució geogràfica
Es troba a Austràlia.

## Observacions
És inofensiu per als humans.